# 卡斯科 (緬因州普查規定居民點)
卡斯科（英語：Casco）是位於美國緬因州坎伯蘭縣的一個普查規定居民點。

## 人口
根據2020年美國人口普查的數據，卡斯科的面積為9.17平方千米，當中陸地面積為8.50平方千米，而水域面積為0.67平方千米。當地共有人口582人，而人口密度為每平方千米63.47人。